# Christian Ovelar
Christian Gilberto Ovelar Rodríguez (Ciudad del Este, 18 gennaio 1985) è un calciatore paraguaiano, attaccante del Sol de América.

## Palmarès

### Club

#### Competizioni nazionali
- Campionato paraguaiano: 1

Olimpia: Clausura 2015